# Чемпионат мира по регби 2007

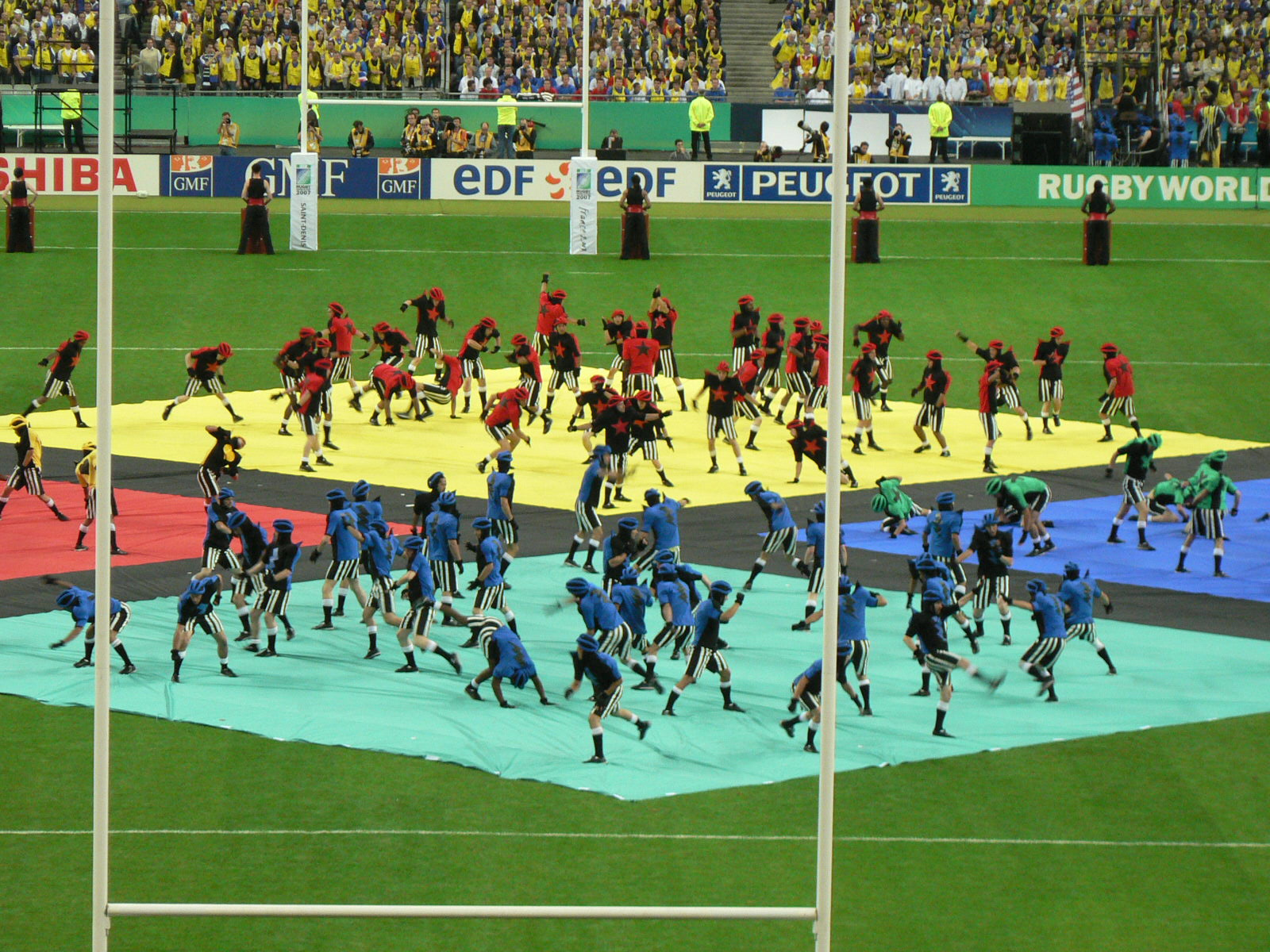
Церемония открытия чемпионата мира

Чемпионат мира по регби 2007 года (англ. 2007 Rugby World Cup) — шестой чемпионат мира по регби, состоявшийся с 7 сентября по 20 октября. Розыгрыш Кубка Уэбба Эллиса состоялся во Франции, которая получила право на этот турнир в 2003 году, опередив Англию. В рамках турнира прошло 48 матчей за 44 дня: 42 матча были сыграны в 10 городах Франции, ещё 4 матча в валлийской столице Кардифф и ещё два матча в шотландском Эдинбурге. В турнире приняли участие 20 сборных: восемь четвертьфиналистов прошлого первенства мира и 12 сборных, прошедших квалификацию. Автоматически на турнир попали Австралия, Англия (действовавший чемпион мира), Ирландия, Новая Зеландия, Уэльс, Франция (страна-хозяйка), Шотландия и ЮАР. Из 12 квалифицировавшихся сборных Португалия стала единственным дебютантом.
Каждая группа состояла из пяти команд, которые по круговой системе разыгрывали путёвки в плей-офф. Из каждой группы в плей-офф выходили по две команды, которые автоматически квалифицировались на следующий чемпионат мира, однако все команды, занявшие третьи места в группах, также получали право сыграть на следующем чемпионате мира. Турнир открылся 7 сентября матчем на Стад де Франс в Сен-Дени между командами Франции и Аргентины. 20 октября там прошёл финал чемпионата мира между Англией и ЮАР, и сборная ЮАР победила со счётом 15:6, во второй раз выиграв чемпионат мира.

## Заявки

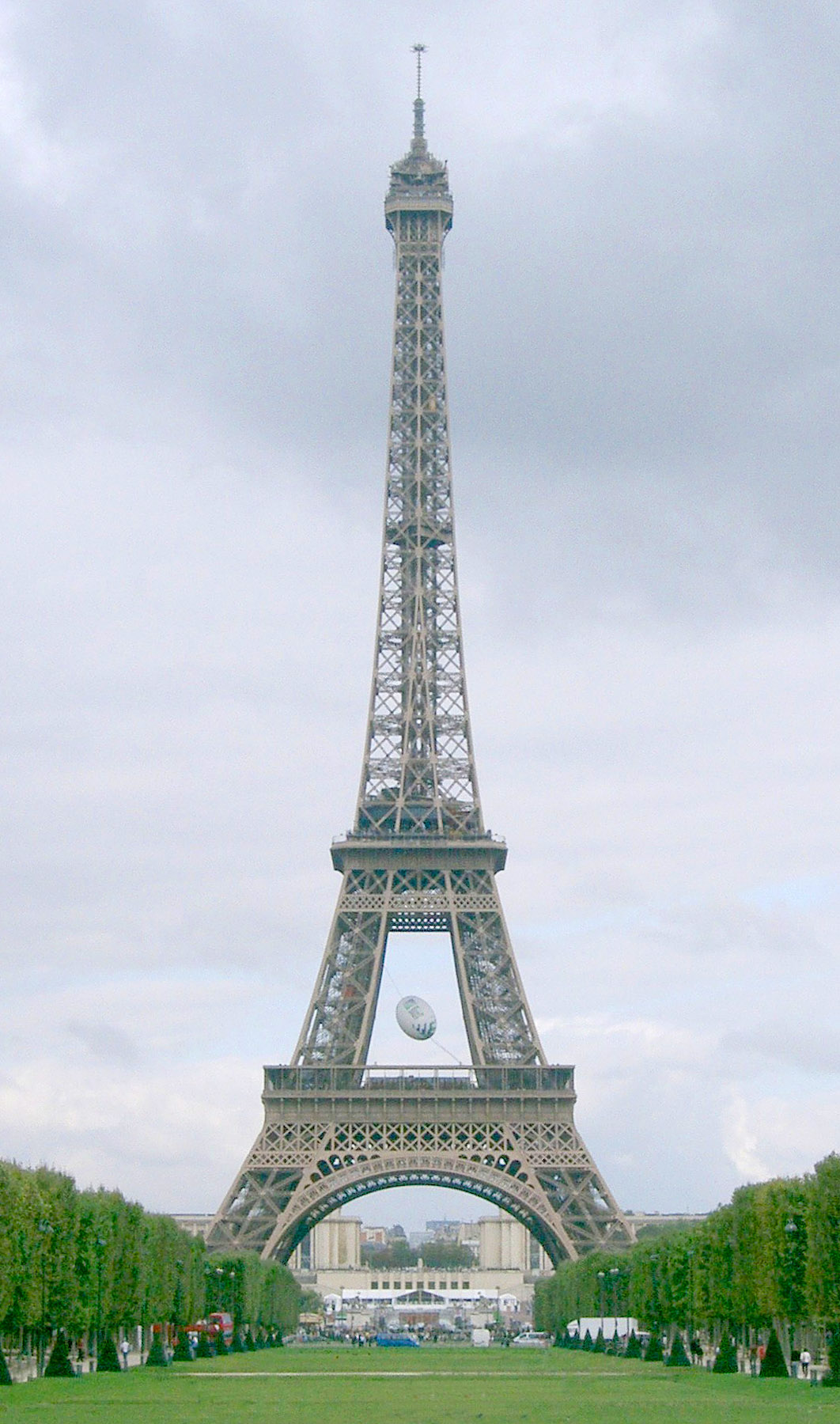
Эйфелева башня в Париже с большим регбийным мячом, вывешенным перед чемпионатом мира

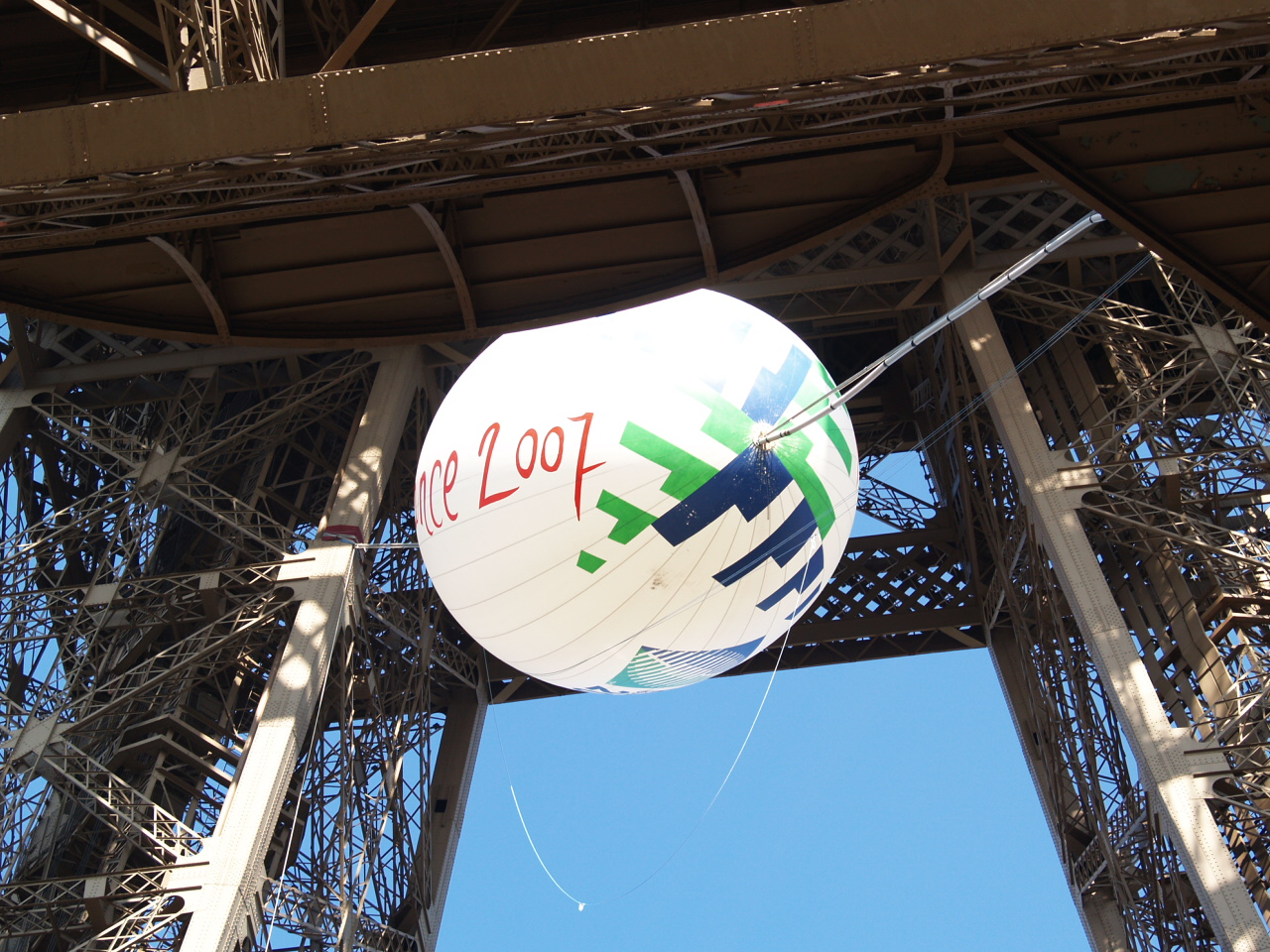
Регбийный мяч крупным планом с эмблемой чемпионата на Эйфелевой башне

Заявки на проведение турнира подали Англия и Франция. Из-за того, что обе страны по-своему истолковали условия подачи заявок, Международный регбийный союз предложил обеим странам пересмотреть заявки и предложить окончательный единый вариант. Англия имела в своём распоряжении три варианта турнира («традиционный, новый и гибридный»), предлагая «двухуровневый» турнир и изменённую сетку квалификации — в качестве времени проведения предлагались июнь-июль и октябрь-ноябрь, а Франция при соблюдении всех иных требований выбрала не те сроки турнира, которые IRB хотело бы видеть, желая провести турнир в сентябре-октябре.
Тем не менее, в апреле 2003 года турнир присудили Франции, отдав французской заявке 18 голосов и всего 3 голоса английской, сдвинув сроки на сентябрь-октябрь и сохранив формат. Матчи было решено провести в 10 французских городах: Бордо, Ланс, Лион, Марсель, Монпелье, Нант, Сент-Этьен, Тулуза, Париж и Сен-Дени — стадиону Стад де Франс была удостоена честь принять финал турнира. Премьер-министр Франции Жан-Пьер Раффарен был доволен решением, которое продемонстрировало лучшие качества Франции и её умение принимать крупномасштабные международные соревнования, а министр спорта Жан-Франсуа Лямур пообещал, что организация турнира во всех городах будет блестящей.

## Отборочный турнир
12 путёвок были разыграны в 5 континентальных отборочных турнирах, в которых приняло участие рекордное число сборных — 86. В целом состав участников чемпионата мира полностью повторил состав участников предыдущего чемпионата, за одним исключением — Португалия заменила Уругвай.

### Европа

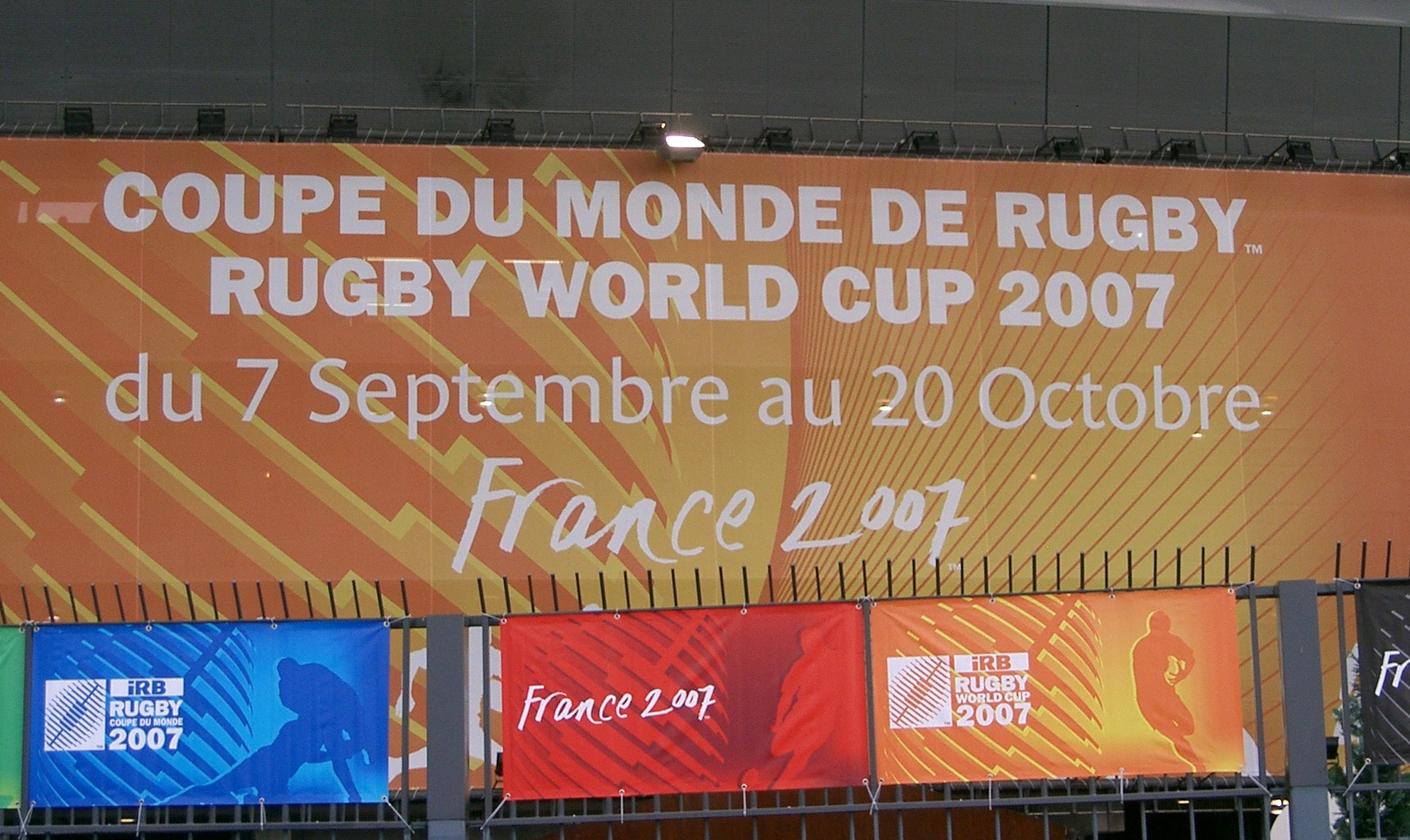
Плакат чемпионата

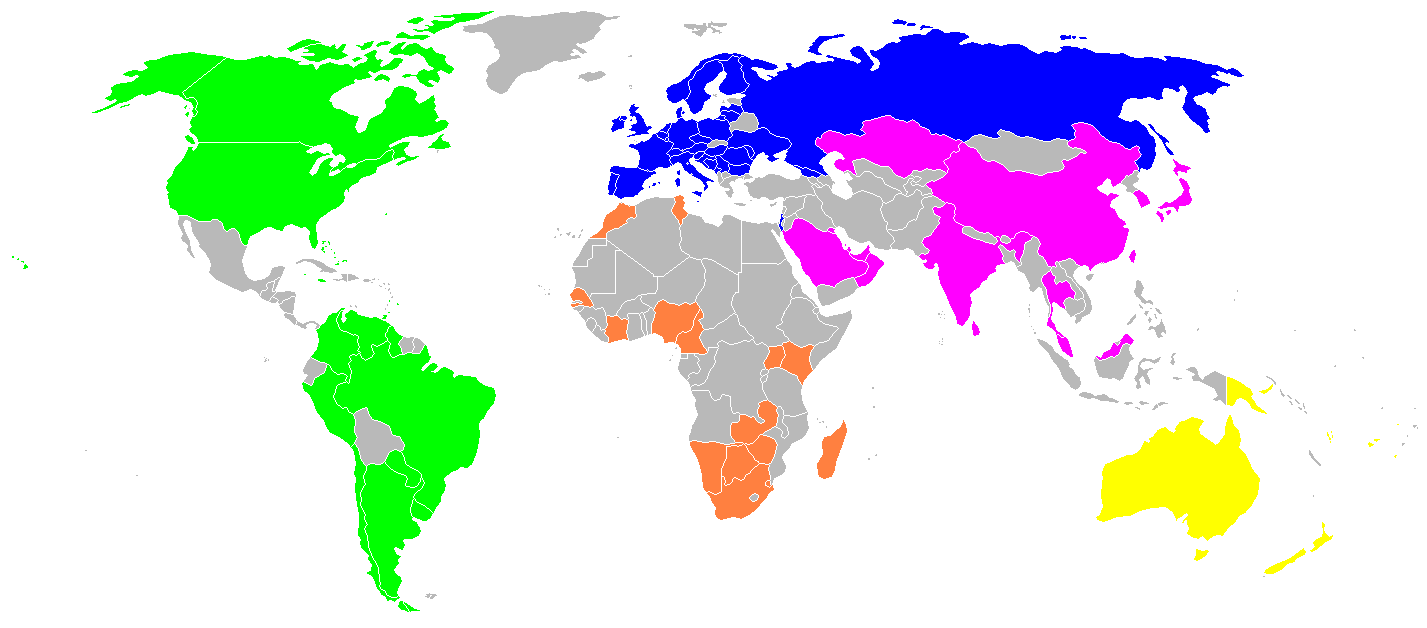
Страны-члены IRB, получившие право на участие в квалификационных и финальных частях чемпионатов мира

Всего изначально было заявлено 90 сборных на участие в чемпионате мира. Восемь команд, прошедшие в четвертьфинал чемпионата мира, заняли восемь мест в финальном этапе, и в розыгрыше остались 12 путёвок, из которых 10 разыгрывались в региональных турнирах, а две в утешительных турнирах. Вся квалификация была разделена на зоны Африки, обеих Америк, Азии, Европы и Океании. Игры шли с 2004 года и до начала 2007 года.

### Океания
В зоне Океании разыгрывались непосредственно две прямые путёвки среди трёх сильнейших команд зоны — Фиджи, Самоа и Тонга. По итогам кругового турнира Самоа и Фиджи завоевали в июле 2005 года путёвки на турнир как представители Океании под номерами 1 и 2. Путёвка на утешительный турнир оспаривалась в стыковых матчах занявшей третье место в групповом турнире Тонга с победителем отбора среди слабейших команд зоны — сборной Островов Кука. Сборная Тонга, уверенно выиграв оба матча, попала в утешительный турнир.

### Америка
В Северной и Южной Америке шёл многоступенчатый отбор, три путёвки были разыграны в 2006 году. В финальном этапе отбора турнир в группе 1 в июле 2006 года выиграла Аргентина, победив Уругвай со счётом 26:0 в Буэнос-Айресе. Уругвайцы заняли 2-е место, попав в стыковые матчи американской зоны, а Чили с 3-м местом в группе выбыла из борьбы за поездку во Францию. В группе 2 в августе 2006 года Канада одержала победу над США со счётом 56:7 в Ньюфаундленде и вышла на чемпионат мира. США отправились в стыковые матчи американской зоны, а без чемпионата мира остался занявший 3-е место во второй группе Барбадос. В стыковых матчах в начале октября 2006 года американцы дважды одержали победу над Уругваем и отправились на чемпионат мира как третья команда от Америки. Уругвай же попал в утешительный турнир.

### Европа
Европейский квалификационный турнир проводился по многоступенчатой схеме. В финальном этапе были две группы по 3 команды в каждой: победители групп попадали прямо на чемпионат мира, команды со вторых мест играли стыковые матчи — победитель этих встреч получал третью европейскую прямую путёвку, проигравший отправлялся в утешительный турнир. В октябре 2006 года определились участники чемпионата мира от Европы: в группе 1 победила Италия, обыгравшая команду России в Москве со счётом 67:7, а в группе 2 Румыния также получила путёвку, победив в Мадриде Испанию — обе поверженные команды не попали даже в стыковые матчи. В стыковых матчах сыграли сборные Португалии и Грузии, и грузины победили по сумме двух матчей с перевесом в 14 очков, получив третью путёвку от Европы и отправив португальцев в утешительный турнир.

### Африка
В африканской зоне проводился трёхэтапный квалификационный турнир, на заключительном этапе которого участники составили 2 группы по 3 команды в каждой — победитель стыковых матчей победителей групп попадал на чемпионат, проигравший — в утешительный турнир. В третий раз подряд на чемпионат мира прошла команда Намибии, которая победила в группе команды Туниса и Кении. Её противник — сборная Марокко, опередившая команды Уганды и Кот д’Ивуара — потерпела поражение по сумме двух матчей в ноябре 2006 года и отправилась в утешительный турнир.

### Азия
В зоне Азии трёхэтапные отборочные соревнования завершались круговым турниром трёх команд. Планировалось, что турнир пройдёт в Коломбо (Шри-Ланка), однако в конце 2006 года турнир было решено перенести в Гонконг, поскольку власти Шри-Ланки не обеспечили должную безопасность. Победу в турнире одержала Япония, Южной Кореи вышла в утешительный турнир. Занявшее третье место команда Гонконга выбыла из дальнейшей борьбы.

### Утешительный турнир
Утешительный турнир прошёл в феврале 2007 года: пять команд боролись за последние две путёвки на первенство, проводя стыковые матчи по системе с выбыванием. В предварительном раунде сборная Португалии победила Марокко и продолжила турнирную борьбу. Тонга выиграла свою путёвку, победив сборную Южной Кореи, а Португалия сломила сопротивление сборной Уругвая со счётом 24:23 и вырвала путёвку на чемпионат мира — и именно это изменение и стало единственным по сравнению с составом стран-участниц прошлого турнира. Португальцы стали единственной командой участницей чемпионата мира 2007 года, составленной исключительно из любителей.
| Африка                   | Америка                                                        | Европа | Океания и Азия                                                                                                |
| ------------------------ | -------------------------------------------------------------- | --- | --- |
| - Намибия (Африка) - ЮАР | - Аргентина (Америка 1) - Канада (Америка 2) - США (Америка 3) | - Англия - Франция - Ирландия - Италия (Европа 1) - Румыния (Европа 2) - Шотландия - Грузия (Европа 3) - Португалия (Утешительный 1) - Уэльс | - Австралия - Фиджи (Океания 2) - Новая Зеландия - Самоа (Океания 1) - Тонга (Утешительный 2) - Япония (Азия) |

## Города и стадионы

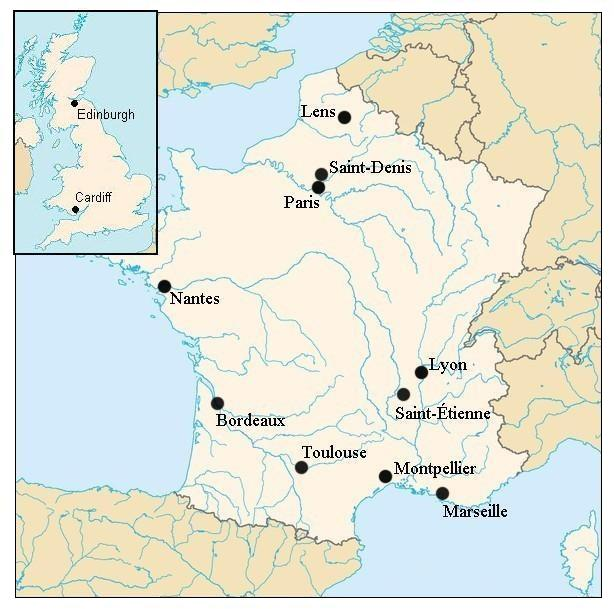
Города проведения чемпионата

Сразу же после присуждения французам права на проведение чемпионата мира 2007 года было объявлено, что четыре матча пройдут на валлийском стадионе «Миллениум» в Кардиффе: три игры в группе B с участием сборных Уэльса, Фиджи и Канады, а также один четвертьфинал. Ирландия из-за сноса стадиона «Лэнсдаун Роуд» и строительства «Авива Стэдиум» в итоге отказалась от принятия игр турнира. Два матча группы C с участием Шотландии прошли на стадионе «Мюррейфилд». Шотландский регбийный союз выражал в начале 2006 года сомнения в выгоде для болельщиков и спонсоров подобных матчей, однако не изменил своего решения и подтвердил, что игры пройдут на «Мюррейфилде». К несчастью для шотландцев, на матч против Новой Зеландии было продано очень мало билетов, а на игру с Румынией стадион не заполнился и на половину.
В самой Франции использовались те же стадионы, на которых в 1998 году прошли матчи чемпионата мира по футболу. В организации матчей приняли участие около 6 тысяч волонтёров. При этом матчи чемпионата мира не первый раз проходили во Франции: в 1991 году матчи группы D прошли во французских городах Безье, Байонна, Гренобль, Тулуза, Брив и Ажен, а на стадионах «Парк де Пренс» и «Лилль-Метрополь» прошли четвертьфиналы. В 1999 году матчи группы C прошли в Безье, Бордо и Тулузе, дополнительный матч плей-офф состоялся на стадионе «Феликс Болларт», а на «Стад де Франс» прошёл четвертьфинал.
| Сен-Дени            | Кардиф              | Эдинбург            | Марсель             |
| ------------------- | ------------------- | ------------------- | ------------------- |
| Стад де Франс       | Миллениум           | Мюррейфилд          | Велодром            |
| Вместимость: 80 000 | Вместимость: 74 500 | Вместимость: 67 144 | Вместимость: 59 500 |
|                     |                     |                     |                     |
| Париж               | Ланс                | Лион                | Нант                |
| Парк де Пренс       | Феликс Боллар       | Стад де Жерлан      | Божуар              |
| Вместимость: 47 870 | Вместимость: 41 400 | Вместимость: 41 100 | Вместимость: 38 100 |
|                     |                     |                     |                     |
| Тулуза              | Сент-Этьен          | Бордо               | Монпелье            |
| Стадион Тулузы      | Жоффруа Гишар       | Шабан-Дельмас       | Стад де ла Моссон   |
| Вместимость: 35 700 | Вместимость: 35 650 | Вместимость: 34 440 | Вместимость: 33 900 |
|                     |                     |                     |                     |

### Групповой этап
| Группа A                   | Группа B                            | Группа C                                           | Группа D                                  |
| -------------------------- | ----------------------------------- | -------------------------------------------------- | ----------------------------------------- |
| Англия Самоа ЮАР Тонга США | Австралия Канада Фиджи Япония Уэльс | Италия Новая Зеландия Португалия Румыния Шотландия | Аргентина Франция Грузия Ирландия Намибия |

Согласно регламенту, очки начислялись следующим образом:
- 4 очка за победу
- 2 очка за ничью
- ноль очков за поражение[21]

Бонусные очки начислялись в зависимости от счёта игры. По одному очку команда могла заработать в случае, если:
- Заносила минимум четыре попытки (вне зависимости от исхода игры);
- Терпела поражение с разницей не больше семи очков[21].

После завершения группового этапа по две команды с наибольшим количеством очков выходили в плей-офф из каждой группы

#### При равенстве очков
В случае, если хотя бы две команды по завершении группового этапа сравнивались по очкам, то применялись следующие критерии для определения лучшей из этого списка:
1. Личные встречи (победитель личных встреч имеет преимущество);
2. Разница между набранными и пропущенными очками (команда с лучшей разницей имеет преимущество);
3. Разница между занесёнными и пропущенными попытками (команда с лучшей разницей имеет преимущество);
4. Общее количество набранных очков (команда с наибольшим количеством имеет преимущество);
5. Общее количество занесённых попыток (команда с наибольшим количеством имеет преимущество);
6. Место в рейтинге IRB (команда с более высокой позицией по состоянию на 1 октября 2007 имеет преимущество).

По сравнению со многими другими видами спорта личные встречи в регби действительно стояли выше разницы набранных очков. Эти правила помогли победителям групп A, B и C 22 и 23 сентября оформить свой выход в плей-офф. Несмотря на то, что теоретически некоторые команды могли догнать сборные ЮАР, Австралии и Новой Зеландии, результаты личных встреч не давали этого сделать.

### Плей-офф
Плей-офф состоял из восьми матчей: четыре игры 1/4 финала, две игры 1/2 финала, матч за 3-е место и финал. Команды, вышедшие в плей-офф с первых мест, играли против команд, занявших 2-е места в соседних группах — то есть команды группы A играли против группы B, а команды группы C против команд групп D. Матч вёлся до победы: в случае ничьи после истечения 80 минут игрового времени и выхода мяча из игры игрались два овертайма по 10 минут. В случае ничьи после двух овертаймов игрался третий овертайм до первого набора очков, в случае ничьи и после этого момента (итого 110 минут чистого игрового времени) пробивались послематчевые штрафные до первой ошибки противника.

### Квалификация на чемпионат мира 2011 года
Впервые в истории чемпионатов мира было применено правило, что на следующий турнир выйдут не только четвертьфиналисты, но и все команды, занявшие 3-е места в группах.

## Групповой этап

### Группа А
| Команда   | 1     | 2     | 3     | 4     | 5     | В | Н | П | Разн   | Бонус | Очки |
| --------- | ----- | ----- | ----- | ----- | ----- | - | - | - | ------ | ----- | ---- |
| 1. ЮАР    |       | 36:0  | 30:25 | 59:7  | 64:15 | 4 | 0 | 0 | 189−47 | 3     | 19   |
| 2. Англия | 0:36  |       | 36:20 | 44:22 | 28:10 | 3 | 0 | 1 | 108−88 | 2     | 14   |
| 3. Тонга  | 25:30 | 20:36 |       | 19:15 | 25:15 | 2 | 0 | 2 | 89−96  | 1     | 9    |
| 4. Самоа  | 7:59  | 22:44 | 15:19 |       | 25:21 | 1 | 0 | 3 | 69−143 | 1     | 5    |
| 5. США    | 15:64 | 10:28 | 15:25 | 21:25 |       | 0 | 0 | 4 | 61−142 | 1     | 1    |

### Группа B
| Команда      | 1     | 2     | 3     | 4     | 5     | В | Н | П | Разн    | Бонус | Очки |
| ------------ | ----- | ----- | ----- | ----- | ----- | - | - | - | ------- | ----- | ---- |
| 1. Австралия |       | 55:12 | 32:20 | 91:3  | 37:6  | 4 | 0 | 0 | 215−41  | 4     | 20   |
| 2. Фиджи     | 12:55 |       | 38:34 | 35:31 | 29:16 | 3 | 0 | 1 | 114−136 | 3     | 15   |
| 3. Уэльс     | 20:32 | 34:38 |       | 72:18 | 42:17 | 2 | 0 | 2 | 168−105 | 4     | 12   |
| 4. Япония    | 3:91  | 31:35 | 18:72 |       | 12:12 | 0 | 1 | 3 | 64−210  | 1     | 3    |
| 5. Канада    | 6:37  | 16:29 | 17:42 | 12:12 |       | 0 | 1 | 3 | 51−120  | 0     | 2    |

### Группа C
| Команда           | 1      | 2     | 3     | 4     | 5      | В | Н | П | Разн   | Бонус | Очки |
| ----------------- | ------ | ----- | ----- | ----- | ------ | - | - | - | ------ | ----- | ---- |
| 1. Новая Зеландия |        | 40:0  | 76:14 | 85:8  | 108:13 | 4 | 0 | 0 | 309−35 | 4     | 20   |
| 2. Шотландия      | 0:40   |       | 18:16 | 42:0  | 56:10  | 3 | 0 | 1 | 116-66 | 2     | 14   |
| 3. Италия         | 14:76  | 16:18 |       | 24:18 | 31:5   | 2 | 0 | 2 | 85−117 | 1     | 9    |
| 4. Румыния        | 8:85   | 0:42  | 18:24 |       | 14:10  | 1 | 0 | 3 | 40−161 | 1     | 5    |
| 5. Португалия     | 13:108 | 10:56 | 5:31  | 10:14 |        | 0 | 0 | 4 | 38−209 | 1     | 1    |

### Группа D
| Команда      | 1     | 2     | 3     | 4     | 5     | В | Н | П | Разн   | Бонус | Очки |
| ------------ | ----- | ----- | ----- | ----- | ----- | - | - | - | ------ | ----- | ---- |
| 1. Аргентина |       | 17:12 | 30:15 | 33:3  | 63:3  | 4 | 0 | 0 | 143−33 | 2     | 18   |
| 2. Франция   | 12:17 |       | 25:3  | 64:7  | 87:10 | 3 | 0 | 1 | 188−37 | 3     | 15   |
| 3. Ирландия  | 15:30 | 3:25  |       | 14:10 | 32:17 | 2 | 0 | 2 | 64−82  | 1     | 9    |
| 4. Грузия    | 3:33  | 7:64  | 10:14 |       | 30:0  | 1 | 0 | 3 | 50−111 | 1     | 5    |
| 5. Намибия   | 3:63  | 10:87 | 17:32 | 0:30  |       | 0 | 0 | 4 | 30−212 | 0     | 0    |

## Плей-офф
|  | Четвертьфиналы | Четвертьфиналы |        |           | Полуфиналы        | Полуфиналы        |  |  | Финал | Финал |
|  |                |                |        |           |                   |                   |  |  |       |       |
|  |                |                |        |           |                   |                   |  |  |       |       |
|  |                |                |        |           |                   |                   |  |  |       |       |
|  | Австралия      | 10             |        |           |                   |                   |  |  |       |       |
|  | Австралия      | 10             |        |           |                   |                   |  |  |       |       |
|  | Англия         | 12             |        |           |                   |                   |  |  |       |       |
|  | Англия         | 12             | Англия | 14        |                   |                   |  |  |       |       |
|  |                |                | Англия | 14        |                   |                   |  |  |       |       |
|  |                | Франция        | 9      |           |                   |                   |  |  |       |       |
|  | Новая Зеландия | Франция        | 9      | 18        |                   |                   |  |  |       |       |
|  | Новая Зеландия |                |        | 18        |                   |                   |  |  |       |       |
|  | Франция        | 20             |        |           |                   |                   |  |  |       |       |
|  | Франция        | 20             | Англия | 6         |                   |                   |  |  |       |       |
|  |                |                | Англия | 6         |                   |                   |  |  |       |       |
|  |                | ЮАР            | 15     |           |                   |                   |  |  |       |       |
|  | ЮАР            | ЮАР            | 15     | 37        |                   |                   |  |  |       |       |
|  | ЮАР            |                |        | 37        |                   |                   |  |  |       |       |
|  | Фиджи          | 20             |        |           |                   |                   |  |  |       |       |
|  | Фиджи          | 20             | ЮАР    | 37        | Матч за 3-е место | Матч за 3-е место |  |  |       |       |
|  |                |                | ЮАР    | 37        | Матч за 3-е место | Матч за 3-е место |  |  |       |       |
|  |                | Аргентина      | 13     |           |                   |                   |  |  |       |       |
|  | Аргентина      | Аргентина      | 13     | 19        | Франция           | 10                |  |  |       |       |
|  | Аргентина      |                |        | 19        | Франция           | 10                |  |  |       |       |
|  | Шотландия      | 13             |        | Аргентина | 34                |                   |  |  |       |       |
|  | Шотландия      | 13             |        |           | 34                |                   |  |  |       |       |
|  |                |                |        |           |                   |                   |  |  |       |       |
|  |                |                |        |           |                   |                   |  |  |       |       |

## Финал
| 20 октября 2007 21:00 (UTC+2) | \| Англия \| 6:15 (3:9) Отчёт \| ЮАР \| \| Уилкинсон 13', 44' \| Голы \| Монтгомери 7', 16', 40', 51' · Стейн 21' · Стейн 62' \| | Стадион: Стад де Франс, Сен-Дени Зрителей: 80 430 Судья: Ален Ролланд |
| Англия                        | 6:15 (3:9) Отчёт | ЮАР                                                                   |
| Уилкинсон 13', 44'            | Голы | Монтгомери 7', 16', 40', 51' · Стейн 21' · Стейн 62'                  |

## Итоги

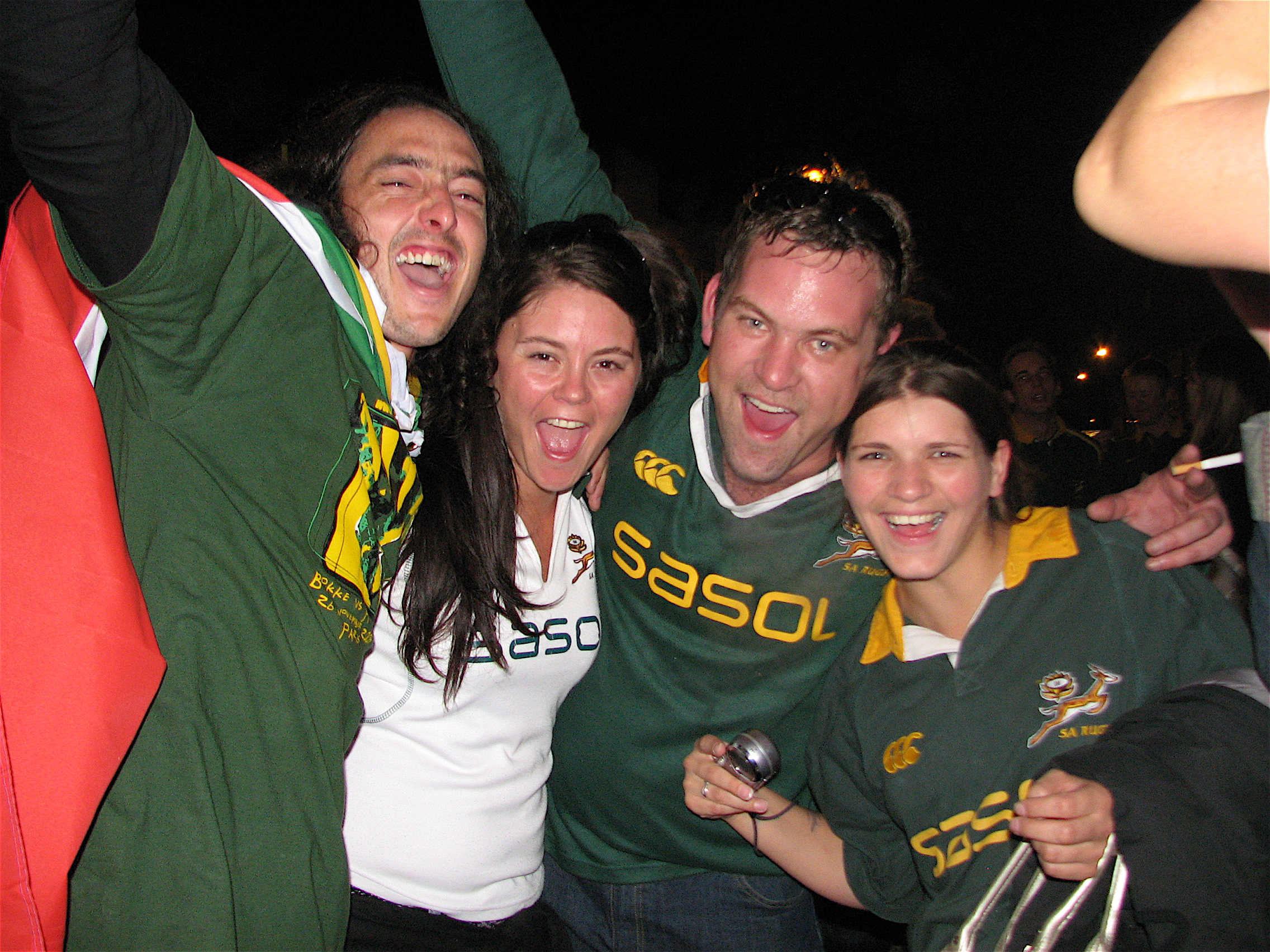
Болельщики сборной ЮАР празднуют победу

- Групповой турнир не принёс большого числа сенсаций, к таковым можно отнести неуверенную игру хозяев первенства, сборной Франции, проигравшей стартовый поединок первенства аргентинцам; а также слабую игру действующих чемпионов мира англичан, которые были разгромлены сборной ЮАР со счётом 36:0 и с трудом переиграли сборную Тонга в матче за выход в плей-офф. Сборная Фиджи в напряжённом поединке сумела оставить за бортом первенства команду Уэльса. Групповой турнир также запомнился уверенной игрой команд, представляющих Южное полушарие — ЮАР, Австралия, Новая Зеландия и Аргентина заняли первые места в группах, одержав 16 побед в 16 поединках.
- Четвертьфинальная стадия, однако, принесла ряд сенсаций. Занявшая второе место в своей группе команда хозяев была вынуждена из-за этого отправиться играть матч 1/4 финала с Новой Зеландией в Кардифф. Новозеландцы, победившие в 4 встречах группового турнира с общей разницей 309:35 были безусловными фаворитами матча, вели в счёте к перерыву 13:3, однако уступили 18:20. Ещё один фаворит первенства, команда Австралии, уступила, как и в финале прошлого чемпионата, англичанам со счётом 10:12. После побед ЮАР над Фиджи и Аргентины над Шотландией оказалось, что в полуфиналах встретятся друг с другом две европейские и две южные сборные.
- «Европейский» полуфинал Англия-Франция проходил в напряжённейшей борьбе, к перерыву впереди были французы 6:5, однако англичан в который раз спас Джонни Уилкинсон, забивший во втором тайме дроп-гол и реализовавший два штрафных. Англия победила 14:9. Преимущество южноафриканцев над аргентинцами во втором полуфинале было более весомым — 37:13.
- Примечательно, что в поединках за 3-е место и финале встретились команды, уже игравшие друг с другом в групповых турнирах. И исход обеих встреч повторил результат групповых поединков — французы вновь уступили Аргентине, а англичанам в финале не удалось взять реванш у ЮАР за разгром в группе.
- Финал проходил на главной арене турнира, стадионе Стад де Франс, судил его ирландец Ален Ролланд. Поскольку и ЮАР и Англия по разу выигрывали первенство, победитель матча становился двукратным чемпионом мира, догоняя по этому показателю австралийцев. Матч запомнился обилием вязкой борьбы, командам не удалось совершить ни одной попытки и ни одного дроп-гола, очки набирались только со штрафных. Итоговый счёт 15:6 в пользу ЮАР сложился из 5 точных штрафных южноафриканцев (4 реализовал Перси Монтгомери) и 2 штрафных, забитых Уилкинсоном.
- Максимальное число очков в одном матче — 108 набрала Новая Зеландия в матче против Португалии, больше всего реализованных попыток — 48 — также у новозеландцев. Наибольшее число очков за весь турнир принёс своей команде южноафриканец Перси Монтгомери — 105, а наибольшее число попыток — 8 — другой игрок команды-чемпиона — Брайан Хабана.
- 35-летний Ос дю Рандт, выигрывавший в составе сборной ЮАР чемпионат мира 1995 года, был вызван в сборную перед началом турнира и благодаря победе «Спрингбокс» стал первым и единственным (на тот момент) двукратным южноафриканским чемпионом мира по регби. В финале он провёл на поле все 80 минут, а после окончания турнира официально объявил о завершении карьеры игрока.